# Proiphys
Proiphys Herb. – rodzaj roślin z rodziny amarylkowatych, obejmujący pięć gatunków, występujących w Azji Południowo-Wschodniej, Melanezji i Australii. Gatunek Proiphys amboinensis został introdukowany, poza obszarem naturalnego występowania, na Cejlon. Rośliny powszechnie rosną w koloniach, a ich wzrost i kwitnienie ściśle związane są z porą deszczową. W porze suchej przechodzą spoczynek. 
Nazwa naukowa rodzaju pochodzi od greckich słów προη  (proi – wczesny, wcześniejszy) i φιο (phio – wydać na świat), w nawiązaniu do sposobu wydawania nasion.

## Morfologia

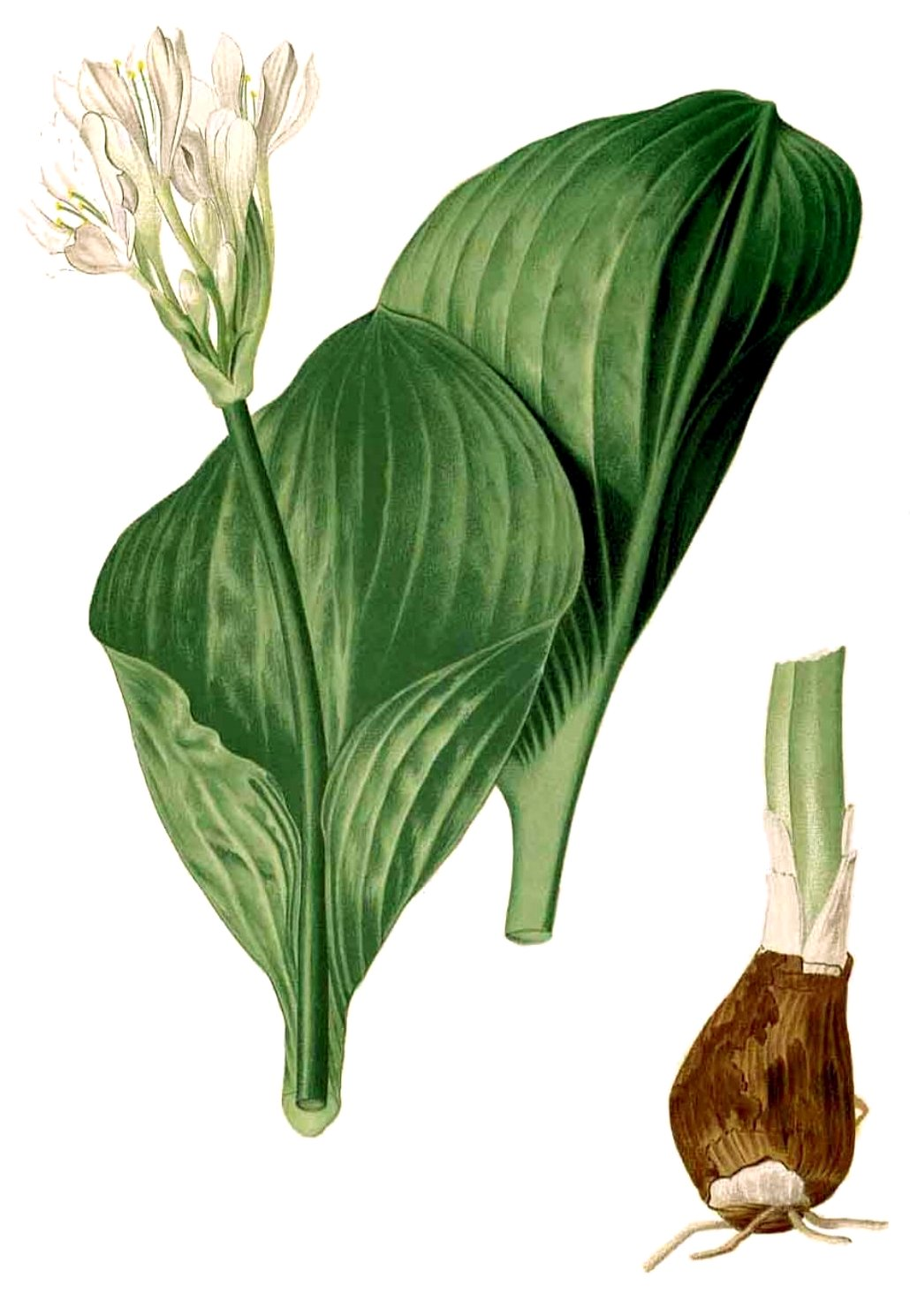
Budowa Proiphys amboinensis

PokrójWieloletnie rośliny zielne.
PędNiemal kulista cebula chroniona łuskami zewnętrznymi.
LiścieLiście odziomkowe, wyrastające na długich ogonkach przeważnie po przekwitnięciu rośliny, szerokojajowate, jajowate lub eliptyczne.
KwiatyZebrane od 5 do 30 w baldach, wyrastający na głąbiku. Kwiatostany wsparte są 2-4 jajowatymi podsadkami. Okwiat lejkowaty, promienisty, biały, sześciolistkowy. Listki okwiatu eliptyczne do jajowatych, połączone u nasady, wyżej rozchylone. Sześć pręcików o nitkach w dolnej części rozszerzone i tworzące strukturę przypominającą przykoronek. Zalążnia dolna, kulista, jedno- lub trójkomorowa, zawierająca dwa zalążki w każdej komorze.
OwoceNiemal kuliste torebki, jedno- lub trójnasienne, pękające nieregularnie w miarę wzrostu "nasion". "Nasionami" są duże, kuliste gładkie, zielone, bulwki utworzone przez zastąpienie zarodka pędem przybyszowym z wykształconymi korzeniami oraz zgrubieniem powłoki zalążka. Nie wiadomo, czy u roślin zachodzi również normalny rozwój nasion.

## Systematyka

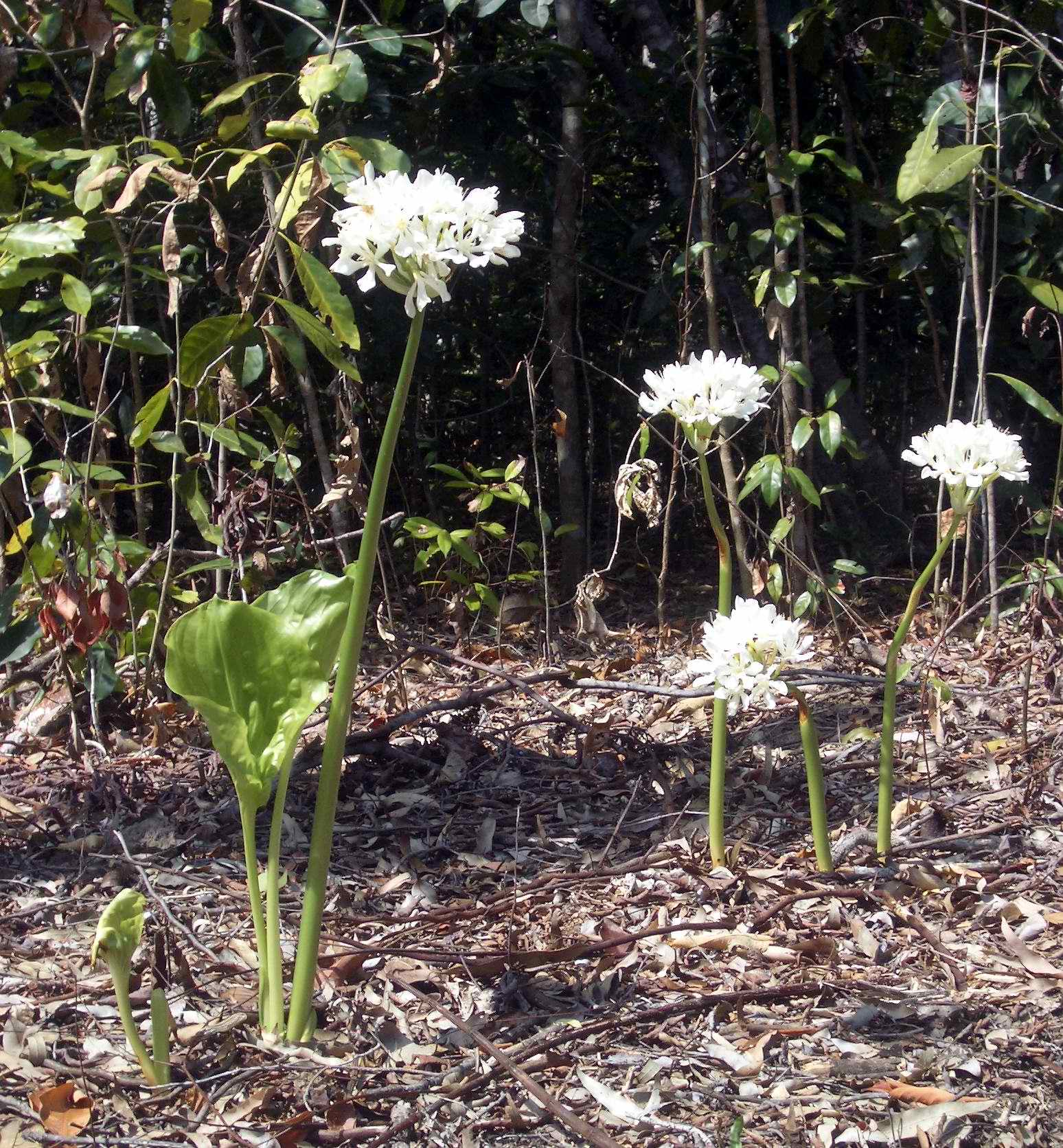
Proiphys amboinensis

Pozycja systematycznaRodzaj z plemienia Calostemmateae, podrodziny amarylkowych Amaryllidoideae z rodziny amarylkowatych Amaryllidaceae.
Wykaz gatunków
- Proiphys alba (R.Br.) Mabb.
- Proiphys amboinensis (L.) Herb.
- Proiphys cunninghamii (Aiton ex Lindl.) Mabb.
- Proiphys infundibularis D.L.Jones & Dowe
- Proiphys kimberleyensis M.D.Barrett & R.L.Barrett

## Zastosowanie
Uprawiane jako rośliny ozdobne. 